# 5945 Roachapproach
5945 Roachapproach eller 1984 SQ3 är en asteroid i huvudbältet som upptäcktes den 28 september 1984 av den amerikanske astronomen Brian A. Skiff vid Anderson Mesa Station. Den är uppkallad efter den amerikanske musikern Steve Roach.
Asteroiden har en diameter på ungefär 6 kilometer.